# Bir al-Hulw al-Wardijja
Bir al-Hulw al-Wardijja – jedna z 7 jednostek administracyjnych trzeciego rzędu (nahija) dystryktu Al-Hasaka w muhafazie Al-Hasaka w Syrii.
W 2004 roku poddystrykt zamieszkiwało 38 833 osób.